# 娜塔莉亞·斯塔爾
卡塔齊娜·蒂斯卡（英語：Katarzyna Tyszka，1993年3月22日—）或稱作娜塔莉亞·斯塔爾（英語：Natalia Starr），是一位波蘭女色情演員和模特兒，於2012年出道。她是娜塔莎·斯塔爾的妹妹。
至今，她的Instagram已累計了超過146萬位粉絲。

## 早期生活
娜塔莉亞·斯塔爾出生於波蘭的馬佐夫舍地區奧斯特魯夫的小鎮。2000年的聖誕節，她隨家人搬到了美國，並居住在布魯克林威廉斯堡的街區。她的姊姊娜塔莎也是名色情演員，兩人曾合演過《The Starr Sisters》。

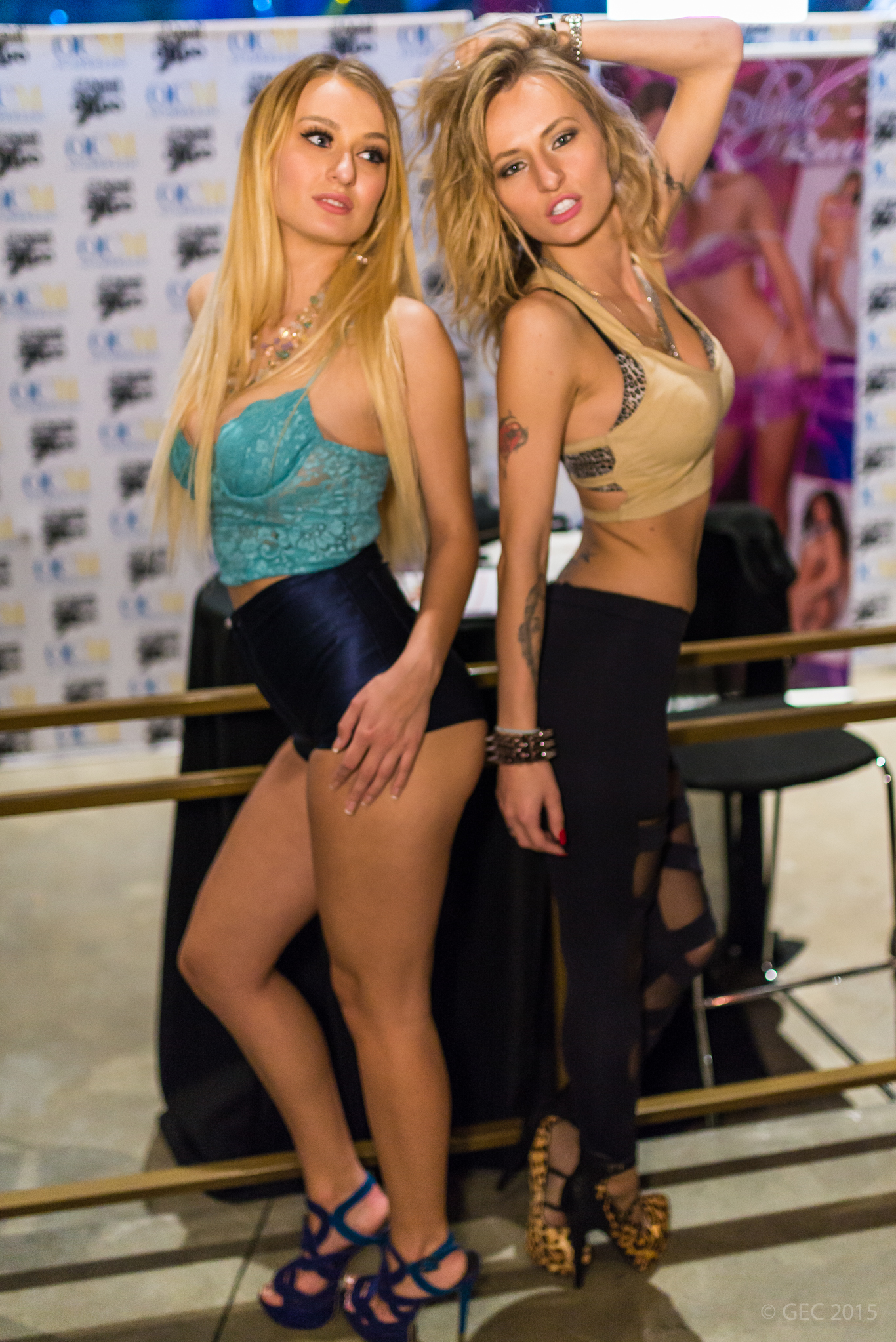
2015年，斯塔爾（左）和姊姊娜塔莎（右）在AVN成人娛樂博覽會上

## 職業生涯
斯塔爾於2012年8月進入成人業，年僅19歲，其經紀公司為LA Direct Models。
2013年7月，她成為《閣樓》當月的閣樓寵物。

## 外部連結
- 娜塔莉亞·斯塔爾在互联网电影资料库（IMDb）上的資料（英文）
- 娜塔莉亞·斯塔爾的X（前Twitter）
- 娜塔莉亞·斯塔爾的Instagram帳戶
- Natalia Starr在網際網路成人電影資料庫
- 成人電影資料庫上Natalia Starr的资料（英文）